# Hervé Delesie
Hervé Delesie, est un footballeur international belge né le 9 janvier 1951 à Waregem (Belgique).

## Biographie
Il a fait l'essentiel de sa carrière dans le club phare de sa ville natale, le KSV Waregem en y évoluant comme milieu de terrain. Il a alors comme équipiers les internationaux, Marc et Luc Millecamps avec lesquels, il remporte la Coupe de Belgique en 1974.  
Il a joué une fois en équipe nationale en 1976.
Il a évolué une saison, en 1981-1982, au KSV Cercle Brugge.

## Palmarès
- International belge en 1976 (3 sélections dont 1 cape)
- Vainqueur de la Coupe de Belgique en 1974
- 287 matches et 57 buts marqués en Division 1[4].